# Fréquentisme

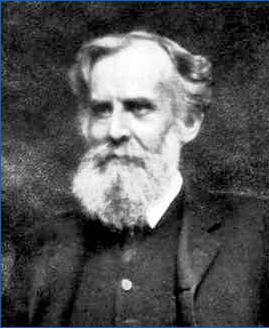
John Venn, qui a fourni une exposition approfondie de la probabilité fréquentiste dans son livre, The Logic of Chance.

La probabilité fréquentiste ou fréquentisme est une interprétation de la probabilité qui définit la probabilité d'un événement comme étant égale à la limite de sa fréquence empirique au cours de nombreux essais (la probabilité à long terme). Les probabilités peuvent ainsi être trouvées (en principe) par un processus objectif reproductible (et donc dépourvues d'opinion). L’utilisation de méthodes fréquentistes dans l’inférence scientifique a cependant été remise en question,,.
Le développement de l'interprétation fréquentiste a été motivé par les problèmes et les paradoxes du point de vue auparavant dominant, l'interprétation classique. Dans l'interprétation classique, la probabilité est définie en termes du principe d'indifférence, basé sur la symétrie naturelle d'un problème. Ainsi, par exemple, les probabilités des jeux de dés découlent de la symétrie naturelle à 6 faces du cube. Cette interprétation classique butait sur tout problème statistique dépourvu de symétrie naturelle pour le raisonnement.

## Définition
Dans l’approche fréquentiste de la probabilité, celle-ci est uniquement abordée dans le contexte d’expériences aléatoires clairement définies. L’ensemble total des issues possibles de telle expérience est désigné comme l’espace échantillon. Au sein de cet espace, un événement est identifié comme un sous-ensemble spécifique à examiner. Pour chaque événement, il existe seulement deux issues possibles : soit l’événement se produit, soit il ne se produit pas. La probabilité d’un événement est mesurée par la fréquence relative avec laquelle il se manifeste au cours de multiples répétitions de l’expérience. Cette mesure de fréquence relative est fondamentale à la conception de la probabilité selon l’interprétation fréquentiste.
L’approche fréquentiste prétend que, à mesure que le nombre d’essais augmente, la variation de la fréquence relative diminue. Par conséquent, on peut considérer une probabilité comme la valeur limite des fréquences relatives correspondantes.

## Portée
L'interprétation fréquentiste est une approche philosophique de la définition et de l'utilisation des probabilités ; c'est l'une des nombreuses approches de ce type. Il ne prétend pas capturer toutes les connotations du concept « probable » dans le langage familier des langues naturelles.
En tant qu’interprétation, elle n’est pas en conflit avec l’axiomatisation mathématique de la théorie des probabilités ; il fournit plutôt des conseils sur la manière d’appliquer la théorie mathématique des probabilités à des situations du monde réel. Il offre des conseils distincts dans la construction et la conception d'expériences pratiques, surtout lorsqu'il est comparé à l'interprétation bayésienne. La question de savoir si ces conseils sont utiles ou s'ils sont susceptibles d'être mal interprétés a été une source de controverse. En particulier lorsque l'on suppose à tort que l'interprétation fréquentielle de la probabilité est la seule base possible pour une inférence fréquentiste. Ainsi, par exemple, une liste d’interprétations erronées de la signification des valeurs p accompagne l’article sur les valeurs p ; les controverses sont détaillées dans l'article sur les tests d'hypothèses statistiques. Le paradoxe Jeffreys-Lindley montre comment différentes interprétations, appliquées au même ensemble de données, peuvent conduire à des conclusions différentes sur la « signification statistique » d'un résultat.
Comme le note Feller :,
« There is no place in our system for speculations concerning the probability that the sun will rise tomorrow. Before speaking of it we should have to agree on an (idealized) model which would presumably run along the lines "out of infinitely many worlds one is selected at random..." Little imagination is required to construct such a model, but it appears both uninteresting and meaningless. »
« Il n’y a pas de place dans notre système pour des spéculations concernant la probabilité que le soleil se lève demain. Avant d’en parler, nous devrions nous entendre sur un modèle (idéalisé) qui se déroulerait probablement selon les lignes “parmi un nombre infini de mondes, un est choisi au hasard…”. Peu d’imagination est nécessaire pour construire un tel modèle, mais il semble à la fois inintéressant et dénué de sens. »

## Histoire
« Le probable est ce qui arrive le plus souvent »

— Aristote, Rhétorique
Le point de vue fréquentiste a peut-être été annoncé par Aristote, dans Rhétorique, lorsqu'il a écrit :
Poisson (1837) distingue clairement les probabilités objectives et subjectives Peu de temps après, une série de publications presque simultanées de Mill, Ellis (1843) et Ellis (1854), Cournot (1843), et Fries introduisirent le point de vue fréquentiste. Venn (1866, 1876, 1888) a fourni une exposition approfondie deux décennies plus tard. Celles-ci ont été renforcées par les publications de Boole et Bertrand. À la fin du 19 siècle, l’interprétation fréquentiste était bien établie et peut-être dominante dans les sciences La génération suivante a établi les outils des statistiques inférentielles classiques (tests de signification, tests d’hypothèses et intervalles de confiance), tous basés sur la probabilité fréquentiste.
Alternativement, Bernoulli  a compris le concept de probabilité fréquentiste et a publié une preuve critique (la loi faible des grands nombres) à titre posthume (Bernoulli, 1713). On lui attribue également une certaine appréciation de la probabilité subjective (avant et sans le théorème de Bayes)  Gauss et Laplace ont utilisé la probabilité fréquentiste (et autre) dans les dérivations de la méthode des moindres carrés un siècle plus tard, une génération avant Poisson Laplace a considéré les probabilités des témoignages, des tables de mortalité, des jugements des tribunaux, etc. qui sont des candidats peu probables à la probabilité classique. De ce point de vue, la contribution de Poisson a été sa critique acerbe de l'interprétation alternative des probabilités « inverses » (subjectives, bayésiennes). Toute critique de Gauss ou de Laplace était sourde et implicite. (Cependant, notez que leurs dérivations ultérieures des moindres carrés n'ont pas utilisé la probabilité inverse.)
Les principaux contributeurs aux statistiques « classiques » du début du XXe siècle étaient Fisher, Neyman et Pearson. Fisher a contribué à la plupart des statistiques et a fait des tests de signification le cœur de la science expérimentale, bien qu'il ait critiqué le concept fréquentiste d'« échantillonnage répété à partir de la même population » ; Neyman a formulé des intervalles de confiance et a largement contribué à la théorie de l'échantillonnage ; Neyman et Pearson se sont associés pour créer des tests d'hypothèses. Tous valorisaient l’objectivité, c’est pourquoi la meilleure interprétation de la probabilité dont ils disposaient était fréquentiste.
Tous se méfiaient de la « probabilité inverse » (l’alternative disponible) avec des probabilités préalables choisies en utilisant le principe d’indifférence. Fisher a dit : "... la théorie de la probabilité inverse est fondée sur une erreur, [se référant au théorème de Bayes] et doit être entièrement rejetée. » Alors que Neyman était un pur fréquentiste,  les vues de Fisher sur la probabilité étaient uniques : Fisher et Neyman avaient une vision nuancée des probabilités. von Mises a offert une combinaison de soutien mathématique et philosophique au fréquentisme à l'époque,

## Étymologie
Les principales sources historiques en probabilités et en statistiques n'utilisaient pas la terminologie actuelle des probabilités classiques, bayésiennes et fréquentistes.
La séquence historique a fait comme suit:
1. Les concepts de probabilité ont été introduits et une grande partie des mathématiques des probabilités en ont été dérivées (avant le 20e siècle). siècle)
2. des méthodes classiques d'inférence statistique ont été développées
3. les fondements mathématiques des probabilités ont été solidifiés et la terminologie actuelle a été introduite (le tout au 20e siècle).

Selon l'Oxford English Dictionary, le terme fréquentiste a été utilisé pour la première fois par MG Kendall en 1949, pour contraster avec les  Bayésiens, qu'il appelait non-fréquentistes, Kendall a observé

« nous pouvons globalement distinguer deux attitudes principales. L'une considère la probabilité comme « un degré de croyance rationnelle », ou une idée similaire... la seconde définit la probabilité en termes de fréquences d'occurrence d'événements, ou par des proportions relatives dans des « populations » ou des « collectifs » »

« On pourrait penser que les différences entre les fréquentistes et les non-fréquentistes (si je peux les appeler ainsi) sont en grande partie dues aux différences dans les domaines qu'ils prétendent couvrir »

« J'affirme que ce n'est pas le cas... La distinction essentielle entre les fréquentistes et les non-fréquentistes est, je pense, que les premiers, dans un effort pour éviter tout ce qui pourrait ressembler à des questions d'opinion, cherchent à définir la probabilité en termes de propriétés objectives d'une population, réelle ou hypothétique. alors que ces derniers ne le font pas. »

« La théorie fréquentielle des probabilités » avait été utilisée une génération plus tôt comme titre de chapitre dans Keynes (1921)

## Vues alternatives
La théorie des probabilités est une branche des mathématiques. Bien que ses racines remontent à plusieurs siècles, il atteint sa maturité avec les axiomes d’Andreï Kolmogorov en 1933. La théorie se concentre sur les opérations valides sur les valeurs de probabilité plutôt que sur l'attribution initiale des valeurs ; les mathématiques sont largement indépendantes de toute interprétation des probabilités.
Les applications et interprétations des probabilités sont prises en compte par la philosophie, les sciences et les statistiques. Tous s'intéressent à l'extraction de connaissances à partir d'observations : le raisonnement inductif. Il existe une variété d’interprétations concurrentes. Tous ont des problèmes. L'interprétation fréquentiste résout les difficultés de l'interprétation classique, comme tout problème pour lequel la symétrie naturelle des résultats n'est pas connue. Il n'aborde pas d'autres questions, comme celle du livre néerlandais.
- Les probabilités classiques attribuent des probabilités basées sur une symétrie physique idéalisée (dés, pièces de monnaie, cartes). La définition classique présente un risque de circularité : les probabilités sont définies en supposant l'égalité des probabilités[27]. En l’absence de symétrie, l’utilité de la définition est limitée.

- La probabilité bayésienne (une famille d'interprétations concurrentes) prend en compte les degrés de croyance : toutes les interprétations probabilistes « subjectives » pratiques sont tellement contraintes à la rationalité qu'elles évitent la plupart des subjectivités. La vraie subjectivité répugne à certaines définitions de la science qui s’efforcent d’obtenir des résultats indépendants de l’observateur et de l’analyste[réf. nécessaire]. D'autres applications du bayésianisme en science (par exemple le bayésianisme logique) englobent la subjectivité inhérente à de nombreuses études et objets scientifiques et utilisent le raisonnement bayésien pour placer des limites et un contexte sur l'influence des subjectivités sur toute analyse[28] Les racines historiques de ce concept s'étendaient à des applications non numériques telles que les preuves juridiques.

- La probabilité de propension considère la probabilité comme un phénomène causal plutôt que comme un phénomène purement descriptif ou subjectif[26]